# Miroslav Parák
Miroslav Parák (4. dubna 1940 v Praze – 18. ledna 2003 v Chotěboři ) byl český malíř, čestný člen AVU Praha.

## Život a dílo
Narodil se v Praze, od mládí žil v Chotěboři. V letech 1956–1959 studoval na Ústřední škole aranžérského dorostu ve Všešímech u Prahy.
Soukromě pak pokračoval studiem krajinomalby. Hlavním námětem jeho tvorby bylo Chotěbořsko, Železné hory, Jadran i některé exotické motivy pod vlivem imprese.
Své oleje maloval na "všem možném" (lepené plátno, sololit, umakart, dřevotříska, karton...).
Barevnost jeho děl je jemná, meditující, radostná i melancholická.